# Laura Pihlajamäki
Laura Pihlajamäki (ur. 15 sierpnia 1990 w Alahärmie) – fińska siatkarka grająca na pozycji środkowej. Reprezentantka Finlandii. Od sezonu 2016/2017 występuje we francuskiej drużynie UGSE Nantes Volley.

## Sukcesy klubowe
Mistrzostwo Finlandii:
- 2008, 2015
- 2010, 2012
- 2009

Puchar Niemiec:
- 2011

Puchar Finlandii:
- 2014

Puchar Challenge:
- 2016

Mistrzostwo Rumunii:
- 2016

## Nagrody indywidualne
- 2018: Najlepsza środkowa Ligi Europejskiej